# Conclave del gennaio 1276
Il conclave del gennaio 1276 venne convocato a seguito della morte di papa Gregorio X e si concluse con l'elevazione alla Cattedra di Pietro di papa Innocenzo V.

## Svolgimento
Quello successivo alla morte di papa Gregorio X fu il primo conclave che si svolse secondo la costituzione papale Ubi Periculum. Si tenne nella Chiesa di San Domenico ad Arezzo, tra il 21 e il 22 gennaio 1276, dieci giorni dopo la morte del papa che di ritorno a Roma dal Concilio di Lione, qui si era fermato per celebrare il natale. Le nuove stringenti norme emanate da Gregorio X per regolare il conclave si rivelarono efficaci: il cardinale Pierre de Tarentaise venne eletto papa all'unanimità dopo un solo giorno di votazioni. Si trattava del primo appartenente all'ordine domenicano ad ascendere al soglio di Pietro e assunse il nome di Innocenzo V. Venne incoronato il 21 febbraio e celebrò solennemente la messa di insediamento in Laterano per la prima volta dopo trent'anni grazie alla situazione politica più tranquilla a Roma dopo decenni di turbolenze che avevano costretto i papi a lasciarla più volte.
Sedici erano i cardinali in vita all'apertura della Sede Vacante: uno, Bernard Ayglier, si era ritirato da anni a vita claustrale, mentre due, Simon de Brion e Giovanni Gaetano Orsini, non riuscirono a partecipare all'elezione.

## Lista dei partecipanti

### Presenti in conclave
| Nome                              | Paese                     | Titolo | Ruolo | Nascita  | Concistoro |
| --------------------------------- | ------------------------- | --- | --- | -------- | ---------- |
| Vicedomino Vicedomini, O.min.     | Piacenza                  | Cardinale vescovo di Palestrina                                                                                       | Decano del Collegio cardinalizio; Arcivescovo emerito di Aix; nipote di Gregorio X                                          | 1212 ca. | 03/06/1273 |
| Pedro Julião                      | Regno del Portogallo      | Cardinale vescovo di Tuscolo-Frascati                                                                                 | Archiatra pontificio emerito; Arcivescovo di Braga; futuro papa Giovanni XXI                                                | 1210 ca. | 03/06/1273 |
| Bertrand de Saint-Martin          | Regno di Francia          | Cardinale vescovo di Sabina                                                                                           | Arcivescovo emerito di Arles; Legato pontificio in Lombardia                                                                | 1220     | 03/06/1273 |
| Simone Paltanieri                 | Padova                    | Cardinale presbitero dei Santi Silvestro e Martino ai Monti                                                           | Legato pontificio in Toscana, Umbria, Lombardia                                                                             | 1200 ca. | 17/12/1261 |
| Anchero di Troyes                 | Regno di Francia          | Cardinale presbitero di Santa Prassede                                                                                | Nipote di Urbano IV; Legato pontificio nel Regno di Sicilia                                                                 | 1210 ca. | 22/05/1262 |
| Riccardo Annibaldi                | Stato Pontificio          | Cardinale diacono di Sant'Angelo in Pescheria                                                                         | Cardinale protodiacono; Arciprete della Basilica Vaticana; Cardinale protettore dell'Ordine di Sant'Agostino                | 1205 ca. | 1237       |
| Guillaume de Bray                 | Regno di Francia          | Cardinale presbitero di San Marco                                                                                     | Arcidiacono del Capitolo della Cattedrale di Parigi                                                                         | 1205 ca. | 22/05/1262 |
| Ottobono Fieschi                  | Repubblica di Genova      | Cardinale diacono di Sant'Adriano al Foro                                                                             | Arciprete della Basilica Liberiana di Santa Maria Maggiore; Legato pontificio emerito in Inghilterra; futuro papa Adriano V | 1205     | 12/1251    |
| Giacomo Savelli                   | Stato Pontificio          | Cardinale diacono di Santa Maria in Cosmedin                                                                          | Legato pontificio a Viterbo; futuro papa Onorio IV nel 1285                                                                 | 1210     | 17/12/1261 |
| Gottifredo di Raynaldo            | Stato Pontificio          | Cardinale diacono di San Giorgio in Velabro                                                                           | Rettore della Chiesa alatrense di Santo Stefano                                                                             | 1205 ca. | 17/12/1261 |
| Pierre de Tarentaise              | Regno di Francia          | Cardinale vescovo di Ostia e Velletri                                                                                 | Arcivescovo emerito di Lione; eletto papa                                                                                   | 1224     | 03/06/1273 |
| Uberto Cocconato dei Conti d'Elci | Marchesato del Monferrato | Cardinale diacono di Sant'Eustachio                                                                                   | Legato pontificio in Lombardia                                                                                              | 1200 ca. | 17/12/1261 |
| Matteo Rubeo Orsini               | Stato Pontificio          | Cardinale diacono di Santa Maria in Portico Octaviae e cardinale presbitero in commendam di Santa Maria in Trastevere | Governatore delle Province del Patrimonio di San Pietro e delle Marche                                                      | 1230 ca. | 22/05/1262 |

### Assenti in conclave[1]
| Nome                    | Paese            | Titolo                                     | Ruolo                                                                                            | Nascita | Concistoro |
| ----------------------- | ---------------- | ------------------------------------------ | ------------------------------------------------------------------------------------------------ | ------- | ---------- |
| Giovanni Gaetano Orsini | Stato Pontificio | Cardinale diacono di San Nicola in Carcere | Inquisitore Generale; Legato pontificio emerito; eletto papa con il nome di Niccolò III nel 1277 | 1216    | 28/05/1244 |
| Simon de Brion          | Regno di Francia | Cardinale presbitero di Santa Cecilia      | Legato pontificio in Francia; eletto papa con il nome di Martino IV nel 1281                     | 1210    | 17/12/1261 |